# Doris Duranti
Dora „Doris“ Duranti (* 25. April 1917 in Livorno; † 10. März 1995 in Santo Domingo) war eine italienische Filmschauspielerin. Sie gehörte zu den großen gefeierten Filmdiven während des italienischen Faschismus. Bekannt ist sie auch wegen ihrer Affäre mit dem faschistischen Hierarchen Alessandro Pavolini.

## Leben
Dora Duranti begann ihre Karriere in sehr jungen Jahren, als sie mit ihrem Cousin Lorenzo nach Rom kam, mit einigen kleineren Auftritten und als Statistin in L’urlo (1934) von Corrado D’Errico, in Vivere! (1937) von Guido Brignone und in Augusto Geninas La gondola delle chimere (1936); ebenfalls mit Genina arbeitete sie in dem in Italienisch-Libyen gedrehten Film Lo squadrone bianco (1936). Sehr wichtig für ihre Karriere war der Filmagent Eugenio Fontana, der viele Jahre lang ihre Beziehungen zu Produzenten und Regisseuren pflegte.
Im Alter von 20 Jahren, in Sentinelle di bronzo (1937), hatte Duranti ihren ersten großen Erfolg als Hauptdarstellerin, indem sie eine schwarze Frau spielte; von da an wurde sie zum Filmstar und zeichnete sich unter anderem durch die Eleganz, mit der sie sich auf der Bühne bewegte, und durch ihre aggressiven Gesichtszüge aus. Zu ihren erfolgreichsten Auftritten gehörten Cavalleria rusticana (1939) und Carmela (1942). Im letztgenannten Film zeigte sich Doris Duranti barbusig, eine Tatsache, die eine Kontroverse mit der anderen Diva des italienischen Kinos jener Jahre, Clara Calamai, auslöste, die in einer ähnlichen Szene in dem Film La cena delle beffe (1942) auftrat. Duranti sagte: Meine war die erste nackte Brust, die im Stehen gefilmt wurde, sie erschien aufrecht, wie sie von Natur aus war, stolz, ohne Make-up, während Calamai im Liegen gefilmt wurde, was kein geringer Unterschied ist. Im Gegensatz zu Calamais Behauptung war jedoch Vittoria Carpi in dem Film La corona di ferro von Alessandro Blasetti (1941) die erste Darstellerin mit nackten Brüsten in der Geschichte des italienischen Films. Duranti war für seine lange Rivalität mit Clara Calamai berühmt.
Nachdem sie während des faschistischen Regimes die am meisten bewunderte und bezahlte Schauspielerin geworden war, lernte Duranti 1940 den toskanischen Hierarchen Alessandro Pavolini, Minister für Volkskultur, kennen, mit dem sie eine Liebesbeziehung einging. Die Beziehung wurde zunächst abgelehnt, später aber von Benito Mussolini toleriert, der von Duranti in dem Film Il re si diverte (1941) offenbar beeindruckt war. Nach dem Sturz Mussolinis und dem Fall des faschistischen Regimes half sie Pavolini bei seiner Flucht nach Deutschland. Im Herbst 1943 folgte sie ihm nach der deutschen Besetzung Italiens in den Norden und ließ sich zunächst in Venedig nieder, wo die faschistische Sozialrepublik die Filmindustrie in der so genannten Cinevillaggio wieder aufbauen wollte, und dann am Comer See, wo sie einige Filme drehte.
Sie war mit Galeazzo Ciano befreundet, der wie sie aus Livorno stammte, und musste hilflos sein tragisches Ende mit ansehen, das ebenfalls durch die Hand ihres Gefährten Pavolini verursacht wurde. Sie versuchte, ihre Familie in Rom, Sabina und Livorno zu schützen, konnte aber nicht verhindern, dass die Häuser, in denen sie lebten, von den Nazis besetzt wurden, was die dramatische Folge hatte, dass sie vertrieben wurden und sich großen Gefahren mit oft tödlichen Folgen aussetzten.
Nach dem Zusammenbruch des faschistischen Marionettenstaates verschaffte Pavolini, der kurz darauf gefangen genommen und getötet wurde, Duranti eine Überfahrt in die Schweiz. Die von den Partisanen als Kollaborateurin gesuchte Duranti entging damit dem Schicksal ihrer standrechtlich erschossenen Kollegin Luisa Ferida, die sie zuvor in Mailand bei ihren Fluchtplanungen noch getroffen hatte. Mit Hilfe ihres Cousins Lorenzo zog die Schauspielerin nach Lugano, wo sie jedoch von den Schweizern inhaftiert wurde. Während ihrer Inhaftierung unternahm sie einen Selbstmordversuch, indem sie sich die Pulsadern aufschnitt. Im Jahr 1945 heiratete sie den Besitzer eines Kinos in Chiasso in einer rein religiösen Zeremonie in Campione d’Italia. Danach zog sie nach Südamerika, wo sie mehrere Jahre lebte. 
Anfang der 1950er Jahre kehrte sie nach Italien zurück, nahm das Filmemachen wieder auf und lernte Mario Ferretti kennen, einen berühmten Journalisten und Radiomoderator. Die beiden verliebten sich ineinander und beschlossen, nach Santo Domingo, Dominikanische Republik, zu ziehen, wo sie ein Restaurant eröffneten. Auch nach der Trennung von Ferretti blieb Duranti in der dominikanischen Hauptstadt. Ihren letzten Auftritt auf der Leinwand hatte sie 1975 in dem Film Ein göttliches Geschöpf, bei dem Giuseppe Patroni Griffi Regie führte und in dem sie an der Seite von Laura Antonelli spielte. 1987 veröffentlichte Duranti seine Memoiren Il romanzo della mia vita (Der Roman meines Lebens). Aus dieser Autobiografie wurde später ein Fernsehspiel, das 1991 von Rai 1 unter dem Titel Doris, una diva di regime unter der Regie von Alfredo Giannetti und mit Elide Melli in der Hauptrolle ausgestrahlt wurde.
Die Schauspielerin starb 1995 im Alter von 78 Jahren in Santo Domingo. Sie wurde auf dem Friedhof der Dominikanischen Republik beigesetzt.

## Filmographie
- Il serpente a sonagli. unter der Regie von Raffaello Matarazzo (1935)
- Freccia d’oro. unter der Regie von Piero Ballerini und Corrado D’Errico (1935)
- Aldebaran. unter der Regie von Alessandro Blasetti (1935)
- Lo squadrone bianco. unter der Regie von Augusto Genina (1936)
- Ginevra degli Almieri. unter der Regie von Guido Brignone (1936)
- Amazzoni bianche. unter der Regie von Gennaro Righelli (1936)
- La gondola delle chimere. unter der Regie von Augusto Genina (1936)
- Vivere!. unter der Regie von Guido Brignone (1937)
- Sentinelle di bronzo. unter der Regie von Romolo Marcellini (1937)
- Sotto la croce del sud. unter der Regie von Guido Brignone (1938)
- Diamanti. unter der Regie von Corrado D’Errico (1939)
- Cavalleria rusticana. unter der Regie von Amleto Palermi (1939)
- Ricchezza senza domani. unter der Regie von Ferdinando Maria Poggioli (1940)
- È sbarcato un marinaio. unter der Regie von Piero Ballerini (1940)
- Il cavaliere di Kruja. unter der Regie von Carlo Campogalliani (1940)
- La figlia del Corsaro Verde. unter der Regie von Enrico Guazzoni (1941)
- Il re si diverte. unter der Regie von Mario Bonnard (1941)
- Capitan Tempesta. unter der Regie von Corrado D’Errico (1942)
- Tragica notte. unter der Regie von Mario Soldati (1942)
- Il leone di Damasco. unter der Regie von Corrado D’Errico und Enrico Guazzoni (1942)
- Giarabub. unter der Regie von Goffredo Alessandrini (1942)
- La contessa Castiglione. unter der Regie von Flavio Calzavara (1942)
- Carmela. unter der Regie von Flavio Calzavara (1942)
- Calafuria. unter der Regie von Flavio Calzavara (1943)
- Rosalba. unter der Regie von Max Calandri und Ferruccio Cerio (1944)
- Resurrezione. unter der Regie von Flavio Calzavara (1944)
- Nessuno torna indietro. unter der Regie von Alessandro Blasetti (1945)
- Il voto. unter der Regie von Mario Bonnard (1950)
- I falsari. unter der Regie von franco Rossi (1951)
- Estrela da Manhã. unter der Regie von Jonald (1950)
- Clandestino a Trieste. unter der Regie von Guido Salvini (1951)
- Tragico ritorno. unter der Regie von Pier Luigi Faraldo (1952)
- La storia del fornaretto di Venezia. unter der Regie von Giacinto Solito (1952)
- La muta di Portici. unter der Regie von Giorgio Ansoldi (1952)
- Pentimento. unter der Regie von Enzo Di Gianni (1952)
- Papà ti ricordo. unter der Regie von Mario Volpe (1952)
- A fil di spada. unter der Regie von Carlo Ludovico Bragaglia (1952)
- L’ora della verità (La Minute de vérité). unter der Regie von Jean Delannoy (1952)
- Il bacio dell’aurora. unter der Regie von Gianfranco Parolini (1953)
- François il contrabbandiere. unter der Regie von Gianfranco Parolini (1954)
- Flight 971. unter der Regie von Rafael J. Salvia (1954)
- Divina creatura. unter der Regie von Giuseppe Patroni Griffi (1975)

## Veröffentlichungen
- Il romanzo della mia vita. Arnoldo Mondadori Editore, Mailand 1987.